# Союз коммун Северной области
Сою́з комму́н Се́верной о́бласти (Се́верная о́бласть, Се́верная комму́на) — областное объединение Советов, существовавшее в РСФСР с мая 1918 года по февраль 1919 года, возникшее после переезда центральных, партийных, и советских органов из Петрограда в Москву.

## Учреждение
Северная область создана, как и в ряде других случаев, в процессе поиска на местах форм советской государственной системы в годы становления советской власти. В состав Северной области вошли территории Петроградской, Псковской, Новгородской, Олонецкой, Вологодской и Архангельской губерний, а с июня — Северо-Двинской и Череповецкой губерний; центр — Петроград. Руководящие органы Северной области находились в Смольном.
I съезд Советов Северной области состоялся 26—29 апреля 1918 года в Петрограде. На нём присутствовало около 200 делегатов, в том числе 105 коммунистов, а остальные были представителями других партий. Съезд избрал руководящий орган — Центральный исполнительный комитет (ЦИК), который образовал Совет комиссаров под председательством члена ЦК РКП(б) Г. Е. Зиновьева.
В Совет комиссаров входили комиссары: по просвещению; по делам страхования и борьбы с огнём; здравоохранения; городского хозяйства; и иностранных дел; государственного контроля; председатель совнархоза (В. М. Молотов); комиссар военных дел; внутренних дел; земледелия; социального обеспечения; агитации, печати и пропаганды; по делам национальностей; почт и телеграфов; продовольствия; труда; финансов; юстиции; торговли и промышленности; Петроградского округа путей сообщения; по делам пленных и беженцев; управления делами. В числе комиссаров находились М. С. Урицкий, А. Л. Шенкман, П. А. Залуцкий, Н. Н. Крестинский, С. П. Восков, Е. П. Первухин, З. И. Лилина, В. Володарский, А. Д. Беклешев, Я. А. Анвельт, Б. П. Позерн, С. Н. Равич и др. До июля 1918 года в Совет комиссаров входили левые эсеры П. П. Прошьян и Н. М. Корнилов.
Работой ЦИК и Совета комиссаров руководили Петроградское бюро ЦК РКП(б) и Северный областной комитет РКП(б). Существенное место в их деятельности занимали вопросы налаживания военного производства на предприятиях Петрограда и области, формирование частей Красной армии, создание местных продовольственных органов, борьба с эпидемиями, организация комбедов и др.
Декретом ЦИК области от 30 мая 1918 года учреждено Агентство печати Северной коммуны (печатные органы: «Северная коммуна» (выходила с июня 1918 по февраль 1919 года), «Новый путь», «Красная газета»).

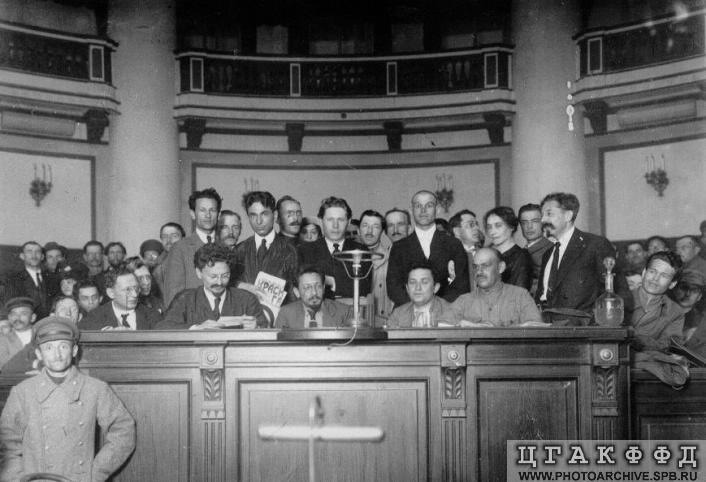
Второй съезд Советов Северной области, президиум съезда. Петроград, 1 августа 1918 года. Фото К. Буллы. На фото: нижний ряд, слева направо: М. С. Урицкий, Л. Д. Троцкий, Я. М. Свердлов, Г. Е. Зиновьев, М. М. Лашевич; верхний ряд, слева направо: М. М. Харитонов, М. И. Лисовский, А. А. Корсак, С. С. Зорин, С. П. Восков, С. И. Гусев, С. Н. Равич, И. П. Бакаев, Н. Н. Кузьмин.

1—3 августа 1918 года открылся II съезд Советов Северной области. Делегатов с решающим голосом на съезде было 339, из них 205 коммунисты, остальные — представители других партий. После съезда, несмотря на отсутствие точного распределения функций между органами Северной коммуны и центральными государственными учреждениями, Петроградским советом и губернским исполкомом, Центральная межведомственная комиссия утвердила Северную коммуну.

## Упразднение
По мере укрепления центральной советской власти и развития государственного строительства дальнейшее существование Северной коммуны и подобных административно-территориальных образований в других районах страны утратило свой смысл. Более того, оно способствовало развитию местничества и противоречило Конституции РСФСР, принятой V Всероссийским съездом Советов 10 июля 1918 года.
С осени 1918 года в руководстве Союза коммун Северной области усилились сепаратистские настроения, обострились конфликты с центральными советскими и партийными органами, подогревавшиеся личными амбициями Г. Е. Зиновьева. В декабре 1918 года начался распад Союза: о выходе из него заявило руководство Вологодской губернии. В конце концов 24 февраля 1919 года III съезд Советов Северной области принял решение об упразднении Северной коммуны.